# CA 템페를레이

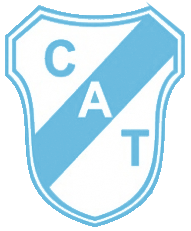

CA 템페를레이(Club Atlético Temperley)는 아르헨티나 그란 부에노스아이레스에 있는 템페를레이를 연고로 하는 축구 클럽이다. 이 팀은 1912년 11월 1일에 창단되었으며, 현재 아르헨티나 프리메라 디비시온에 참가하고 있다.

## 선수 명단

### 현역
참고: FIFA 자격 규정에 따라 소속된 국가대표팀 국기를 표시합니다. 선수는 복수의 FIFA 비회원국 국적을 가지고 있을 수 있습니다.
| 번호 | 포지션 | 국적     | 이름              |
| ---- | ------ | -------- | ----------------- |
| -    | GK     | 우루과이 | 마티아스 카스트로 |

| 번호 | 포지션 | 국적 | 이름                     |
| ---- | ------ | ---- | ------------------------ |
| -    | FW     |      | 루이스 에두아르도 로페즈 |